# Mrkopalj
Mrkopalj je vesnice a správní středisko stejnojmenné opčiny v Chorvatsku v Přímořsko-gorskokotarské župě. Nachází se v horském regionu Gorski Kotar, asi 11 km jihovýchodně od Delnice a asi 30 km jihozápadně od Vrbovska. V roce 2011 žilo v Mrkopalji 755 obyvatel, v celé opčině pak 1 214 obyvatel. Počet obyvatel opčiny od roku 1953 pravidelně klesá.
Opčina zahrnuje celkem 6 trvale obydlených vesnic, pouze ve dvou z nich však žije více než sto obyvatel.
- Begovo Razdolje – 48 obyvatel
- Brestova Draga – 53 obyvatel
- Mrkopalj – 755 obyvatel
- Sunger – 326 obyvatel
- Tuk Mrkopaljski – 4 obyvatelé
- Tuk Vojni – 28 obyvatel

Nejdůležitějšími silnicemi v opčině jsou 5069 a 5191; blízko též prochází dálnice A6.